# 井手元健一朗
井手元 健一朗（いでもと けんいちろう、1973年10月2日 - ）は、三重県四日市市出身の元プロ野球選手・社会人野球選手（投手）、指導者。

## 経歴
小学3年から野球を始める。四日市工業高では2年からエースとなり、2年夏は県大会準優勝すると秋は東海大会へ進むも初戦で岩下修一（浜松工）と投げ合って惜敗。1991年、3年春も東海大会へ出場して、決勝では愛工大名電高の鈴木一朗と投げ合って準優勝に終わるが夏の甲子園に出場。初戦となった2回戦は、エース黒木知宏を擁する延岡学園高と対戦、8-4のスコアで競り勝って甲子園初勝利を成し遂げる。3回戦では松商学園高と対戦し、エース上田佳範と延長16回に及ぶ壮絶な投げ合いを展開したが、最後は打席の上田にサヨナラ押し出し死球を与えてしまい3 - 4のスコアで惜しくも敗れている。
1991年のプロ野球ドラフト会議で中日ドラゴンズから5位指名を受け入団。
1995年は1A・バイセイリア・オークスに野球留学した。同年に一軍初登板を果たし、その後も主に左のワンポイント・中継ぎ要員として起用されたが、故障がちで前評判ほどの力は発揮できず、1999年10月に戦力外通告を受ける。同年12月テスト入団により西武ライオンズに移籍する。しかし、翌2000年オフに再び戦力外通告を受け退団。
翌2001年から社会人野球JR東海にてアマ復帰。三菱自動車岡崎の補強選手として第72回都市対抗野球に出場。準優勝に貢献したが、2002年の都市対抗野球予選敗退をもって引退した。その後約7年間JR東海グループの企業に勤務した後、2009年8月から投手コーチとして復帰。

## 詳細情報

### 年度別投手成績
| 年 度    | 球 団    | 登 板 | 先 発 | 完 投 | 完 封 | 無 四 球 | 勝 利 | 敗 戦 | セ 丨 ブ | ホ 丨 ル ド | 勝 率 | 打 者 | 投 球 回 | 被 安 打 | 被 本 塁 打 | 与 四 球 | 敬 遠 | 与 死 球 | 奪 三 振 | 暴 投 | ボ 丨 ク | 失 点 | 自 責 点 | 防 御 率 | W H I P |
| -------- | -------- | ----- | ----- | ----- | ----- | -------- | ----- | ----- | -------- | ----------- | ----- | ----- | -------- | -------- | ----------- | -------- | ----- | -------- | -------- | ----- | -------- | ----- | -------- | -------- | ------- |
| 1995     | 中日     | 4     | 0     | 0     | 0     | 0        | 2     | 0     | 0        | --          | 1.000 | 20    | 4.2      | 3        | 0           | 3        | 0     | 0        | 4        | 1     | 0        | 1     | 1        | 1.93     | 1.29    |
| 1996     | 中日     | 19    | 2     | 0     | 0     | 0        | 1     | 1     | 0        | --          | .500  | 143   | 37.0     | 26       | 2           | 12       | 0     | 0        | 29       | 1     | 0        | 9     | 8        | 1.95     | 1.03    |
| 1997     | 中日     | 28    | 2     | 0     | 0     | 0        | 1     | 2     | 0        | --          | .333  | 138   | 29.1     | 33       | 6           | 18       | 0     | 1        | 16       | 0     | 0        | 30    | 22       | 6.75     | 1.74    |
| 2000     | 西武     | 2     | 0     | 0     | 0     | 0        | 0     | 0     | 0        | --          | ----  | 7     | 1.1      | 2        | 0           | 0        | 0     | 0        | 2        | 0     | 0        | 2     | 1        | 6.75     | 1.50    |
| 通算:4年 | 通算:4年 | 53    | 4     | 0     | 0     | 0        | 4     | 3     | 0        | --          | .571  | 308   | 72.1     | 64       | 8           | 33       | 0     | 1        | 51       | 2     | 0        | 42    | 32       | 3.98     | 1.34    |

### 記録
- 初登板・初勝利：1995年9月23日、対ヤクルトスワローズ24回戦（ナゴヤ球場）、3回表より2番手で救援登板、3回0/3を1失点
- 初先発登板：1996年6月15日、対広島東洋カープ11回戦（広島市民球場）、3回2/3を1失点で勝敗つかず
- 初先発勝利：1996年6月30日、対横浜ベイスターズ15回戦（浜松球場）、7回0/3を2失点

### 背番号
- 51 （1992年 - 1999年）
- 48 （2000年）